# Морозов, Платон Дмитриевич
Платон Дмитриевич Морозов (1906, Санкт-Петербург — 1986) — юрист, специалист по международному праву; выпускник юридического факультета СПбГУ; работник Генеральной прокуратуры СССР и член советской делегации на Токийском процессе (1946); советский представитель в комиссии ООН по правам человека (1951—1968); заместитель представителя СССР в Совете Безопасности ООН (1960—1968). В 1969 году был избран судьей Международного суда ООН — вышел в отставку в августе 1985.

## Биография
Платон Морозов родился в 1906 году в столице Российской империи — городе Санкт-Петербург; изучал юриспруденцию в своем родном городе — стал выпускником юридического факультета Санкт-Петербургского государственного университета (СПбГУ), в те годы называвшегося Ленинградским государственным университетом. После получения высшего образования Морозов около 20 лет проработал юристом: занимал руководящие должности в Генеральной прокуратуре СССР. После окончания Второй мировой войны, в 1946 году, он стал членом советской делегации, участвовавшей в судебных заседаниях на Токийском процессе. Затем, в период с 1951 по 1968 год, он работал за пределами СССР: являлся советским представителем в Комиссии ООН по правам человека. В то же время он занимал пост заместителя начальника юридического отдела Министерства иностранных дел (МИД) СССР. Кроме того, с 1960 по 1968 год, Морозов был заместителем советского представителя в Совете Безопасности ООН и, одновременно, занимал пост заместителя постоянного представителя СССР при ООН.
В 1969 году Платон Морозов был избран судьей Международного суда ООН; за годы своей работы в суде он написал семь особых мнений, три отдельных мнения (англ. Separate Opinion) и одно заявление. В августе 1985 года подал в отставку по состоянию здоровья; его преемником стал судья Николай Тарасов. Морозов скончался в 1986 году.
Похоронен в Москве на Кунцевском кладбище.

## Работы
- На страже революционной законности : (Участие общественности в расследовании преступлений) / П. Морозов, Д. Бродский ; Под общ. ред. П. Пальгова. — Ленинград : изд-во и 2 тип. Изд-ва Леноблисполкома и Ленсовета, 1936. — 28 с.